# Matthew Fisher
Matthew Charles Fisher (Addiscombe, 7 de março de 1946) é um músico, cantor e compositor inglês. Deixou a sua marca na música do grupo Procol Harum com o seu estilo de tocar o órgão Hammond.
produtor de artistas como Robin Trower, James Dewar e Tir Na Nog e teve uma carreira solo, com cinco álbuns lançados.
Em Julho de 2009, Matthew Fisher ganhou um processo na corte britânica tendo direito a 40% dos royalties de música de 2005 em diante por "A Whiter Shade of Pale", que já havia passado 50% para Brooker pela música e 50% para Reid pela letra.

## Álbuns lançados
- 1973: Journey's End
- 1974: I'll Be There
- 1979: Matthew Fisher
- 1981: Strange Days
- 1994: A Salty Dog Returns